# تور رزوال
تور رزوال (انگلیسی: Ture Rosvall؛ ۶ ژوئیه ۱۸۹۱ – ۱۰ اکتبر ۱۹۷۷) ورزشکار روئینگ اهل سوئد بود.
وی در مسابقات کشوری و بین‌المللی در مجموع برندهٔ ۱ مدال نقره شده‌است.